# Max von Pettenkofer
Max Joseph von Pettenkofer (ur. 3 grudnia 1818 w Lichtenheim, zm. 9 lutego 1901 w Monachium) – niemiecki chemik i higienista.

## Życiorys
Był bratankiem Franza Xavera Pettenkofera (1783–1850), chirurga i farmakognosty. Studiował farmację i medycynę na Uniwersytecie w Monachium, w 1843 roku uzyskał doktorat. Pracował u Justusa Liebiga w Gießen, od 1845 w Monachium. W 1847 roku został profesorem nadzwyczajnym zostając powołany na nowo utworzoną katedrę chemii medycznej na Uniwersytecie w Monachium, w 1852 roku profesorem zwyczajnym. W 1859 został odznaczony Orderem Maksymiliana, w 1865 orderem Pour le Mérite za zasługi w dziedzinie nauki.
Nękany narastającym bólem i depresją, zastrzelił się. Sekcja zwłok wykazała przewlekłe zapalenie opon mózgowych i stwardnienie rozsiane. Został pochowany na Starym Cmentarzu Południowym w Monachium.

## Prace
- Ueber das Vorkommen einer großen Menge Hippursäure im Menschenharne, Ann. d. Chemie u. Pharmacie 52 (1844) 86–90
- Notiz uber eine neue Reaction auf Galle und Zucker, Ann. d. Chemie u. Pharmacie 52 (184...
- Ueber die Affinirung des Goldes und über die grosse Verbreitung des Platins, Münchn. gelehrte Anzeiger 24 (1847) 589–598
- Ueber die regelmässigen Abstände der Aequivalentzahlen der sogenannten einfachen Radicale, Münchn. Gelehrten Anzeiger 30 (1850) 261–272, Ann. d. Chemie u. Pharmacie 105 (1858) 187
- Ueber den Unterschied zwischen Luftheizung und Ofenheizung in ihrer Entwicklung auf die Zusammensetzung der Luft der beheizten Räume, Polytechn. Journal 119 (1851) 40–51; 282–290
- Untersuchungen und Beobachtungen über die Verbreitungsart der Cholera. München 1855
- Ueber die wichtigsten Grundsätze der Bereitung und Benützung des Holzleuchtgases, Journal f. prakt. Chemie 71 (1857), S. 385–393;
- Ueber den Luftwechsel in Wohngebäuden. München 1858
- Ueber die Bestimmung der freien Kohlensäure im Trinkwasser, J. f. prakt. Chemie 82 (186...
- Ueber den Stoffverbrauch bei Zuckerharnruhr, Z. f. Biol. 3 (1867) 380–444
- Boden und Grundwasser in ihren Beziehungen zu Cholera und Typhus. München 1869
- Ueber Nahrungsmittel im Allgemeinen und über den Werth des Fleischextracts als Bestandtheil der menschlichen Nahrung insbesondere, Ann. d. Chemie u. Pharmacie 167 (1873) 271–292
- Vorträge über Canalisation und Abfuhr. München 1876
- Der Boden und sein Zusammanhang mit der Gesundheit des Menschen, Dtsch. Rundschau 29 (1881) 217–234
- Beleuchtung des königlichen Residenztheaters in München mit Gas und mit elektrischem Licht, Arch. f. Hygiene 1 (1883) 384–388
- Die Verunreinigung der Isar durch das Schwemmsystem von München. München 1890